# Pacsa
Pacsa – miasto na Węgrzech, w Komitacie Zala, w powiecie Zalaegerszeg.